# 11.º governo da Monarquia Constitucional
O 11.º governo da Monarquia Constitucional, ou 6.º governo do Setembrismo, nomeado a 26 de novembro de 1839 e exonerado a 9 de junho de 1841, foi presidido pelo conde do Bonfim, se bem que o cargo de presidente do Conselho de Ministros ainda não estava juridicamente definido.
A sua constituição era a seguinte:
| Cargo                                                                   | Detentor | Detentor                                               | Período                                         |
| ----------------------------------------------------------------------- | -------- | ------------------------------------------------------ | ----------------------------------------------- |
| Presidente do Conselho de Ministros                                     |          | Conde do Bonfim (1787–1862)                            | 26 de novembro de 1839 a 9 de junho de 1841     |
| Ministro e Secretário de Estado dos Negócios do Reino                   |          | Rodrigo da Fonseca (1787–1858)                         | 26 de novembro de 1839 a 9 de junho de 1841     |
| Ministro e Secretário de Estado dos Negócios Eclesiásticos e de Justiça |          | António Bernardo da Costa Cabral (1803–1889)           | 26 de novembro de 1839 a 9 de junho de 1841     |
| Ministro e Secretário de Estado dos Negócios da Fazenda                 |          | Flórido Rodrigues Pereira Ferraz (1790–1862)           | 26 de novembro de 1839 a 28 de janeiro de 1841  |
| Ministro e Secretário de Estado dos Negócios da Fazenda                 |          | Manuel Gonçalves de Miranda (1780–1841)                | 28 de janeiro de 1841 a 12 de março de 1841     |
| Ministro e Secretário de Estado dos Negócios da Fazenda                 |          | Barão de Tojal (1788–1852)                             | 12 de março de 1841 a 9 de junho de 1841        |
| Ministro e Secretário de Estado dos Negócios da Guerra                  |          | Conde do Bonfim (1787–1862)                            | 26 de novembro de 1839 a 9 de junho de 1841     |
| Ministro e Secretário de Estado dos Negócios da Marinha e Ultramar      |          | Conde de Vila Real (1815–1858)                         | 26 de novembro de 1839 a 28 de dezembro de 1839 |
| Ministro e Secretário de Estado dos Negócios da Marinha e Ultramar      |          | Conde do Bonfim (interino) (1787–1862)                 | 26 de novembro de 1839 a 14 de dezembro de 1839 |
| Ministro e Secretário de Estado dos Negócios da Marinha e Ultramar      |          | Conde do Bonfim (interino) (1787–1862)                 | 28 de dezembro de 1839 a 12 de março de 1841    |
| Ministro e Secretário de Estado dos Negócios da Marinha e Ultramar      |          | Manuel Gonçalves de Miranda (1780–1841)                | 12 de março de 1841 a 5 de abril de 1841        |
| Ministro e Secretário de Estado dos Negócios da Marinha e Ultramar      |          | Conde do Bonfim (interino) (1787–1862)                 | 1 de abril de 1841 a 9 de junho de 1841         |
| Ministro e Secretário de Estado dos Negócios Estrangeiros               |          | Visconde da Carreira (não empossado) (1787–1871)       | 26 de novembro de 1839 a 28 de dezembro de 1839 |
| Ministro e Secretário de Estado dos Negócios Estrangeiros               |          | Conde do Bonfim (interino) (1787–1862)                 | 26 de novembro de 1839 a 28 de dezembro de 1839 |
| Ministro e Secretário de Estado dos Negócios Estrangeiros               |          | Conde de Vila Real (1815–1858)                         | 28 de dezembro de 1839 a 23 de junho de 1840    |
| Ministro e Secretário de Estado dos Negócios Estrangeiros               |          | Rodrigo da Fonseca (interino) (1787–1858)              | 23 de junho de 1840 a 12 de março de 1841       |
| Ministro e Secretário de Estado dos Negócios Estrangeiros               |          | Barão de Torre de Moncorvo (não empossado) (1788–1851) | 12 de março de 1841 a 21 de abril de 1841       |
| Ministro e Secretário de Estado dos Negócios Estrangeiros               |          | Rodrigo da Fonseca (interino) (1787–1858)              | 12 de março de 1841 a 9 de junho de 1841        |